# 杉本春生
杉本 春生（すぎもと はるお、1926年3月21日 - 1990年7月6日）は、日本の詩人、文芸評論家。
山口県岩国市生まれ。生家は糸問屋だったが、1933年、事業不振により一家で朝鮮に移住する。1945年、京城法学専門学校在学中に応召された後、敗戦にともなって岩国市に引き揚げる。1947年、肺結核の闘病生活から詩作に入り、『芸南詩人』『日本未来派』『地球』などの同人となる。1955年、評論「『量』より『質』への変貌－現代詩は貧困か」で『文学界』懸賞論文入選。これ以降は『抒情の周辺』『現代詩の方法』などの詩論集の発行、新聞や文芸誌への執筆や詩壇選者を務めたほか、札幌短期大学助教授、広島文教女子大学教授を務めた。Ｈ氏賞や地球賞などの選考委員も務めた。
哲学者・フランス文学者の森有正の研究でも知られ、著書に『森有正論』『森有正－その経験と思想』がある。
1990年、死去。没後『杉本春生全集』（全5巻、別巻1巻）が刊行された。

## 著書
- 『抒情の周辺』書肆ユリイカ 1955
- 『現代詩の方法 杉本春生詩論集』思潮社 1959
- 『抒情の思想』弥生書房 1969
- 『廃墟と結晶 戦後詩の光と闇』サンリオ出版 1974
- 『愛と死への旅』ぎょうせい・日本の自然と美 1977
- 『森有正 その経験と思想』花神社、1978 『森有正論』沖積舎 2004
- 『杉本春生全集』全5巻別巻1 沖積舎、1992-1995

### 編纂
- 『村野四郎詩集』旺文社文庫 1973

## 論文
- 杉本春生